# نيكو بريت
نيكو بريت (بالإنجليزية: Neco Brett)‏ هو لاعب كرة قدم جامايكي في مركز الهجوم، ولد في 26 مارس 1992 في كينغستون في جامايكا. شارك مع منتخب جامايكا تحت 17 سنة لكرة القدم ومنتخب جامايكا تحت 20 سنة لكرة القدم. أما مع النوادي، فقد لعب مع بروتلاند تمبرز 2 وبورتلاند تمبرز وبيرمينغهام لجيون وريدينغ يونايتد إيسي ونادي بورتمور يونايتد ونادي هاربور فيو.

## وصلات خارجية
- نيكو بريت على موقع الدوري الأمريكي (الإنجليزية)
- نيكو بريت على موقع قاعدة بيانات كرة القدم.إي يو (الإنجليزية)
- نيكو بريت على موقع AS.com (الإسبانية)